# Kerkhof van Dranouter
Het Kerkhof van Dranouter is een gemeentelijke begraafplaats in het Belgische dorp Dranouter. Het kerkhof ligt in het dorpscentrum rond de Sint-Jan-Baptistkerk.

## Britse oorlogsgraven
Dranouter werd op 14 oktober 1914 door de Britse 1st Cavalry Division veroverd. Op 25 april 1918 werd het echter tijdens het Duitse lenteoffensief door hen ingenomen, ondanks het hevige verzet van de Franse 154e divisie. Op 30 augustus 1918 werd het definitief door de Britse 30th Division heroverd. Het kerkhof werd door Britse troepen gebruikt van oktober 1914 tot juli 1915. Vanaf dan werd de Dranoutre Military Cemetery in gebruik genomen. Toen de kerk in 1923 werd herbouwd werden 19 Britse graven naar daar overgebracht.  
Op de begraafplaats liggen 79 Britse gesneuvelden (waarvan twee niet geïdentificeerde) uit de Eerste Wereldoorlog verspreid over drie perken. Deze perken werden ontworpen door William Cowlishaw en worden onderhouden door de Commonwealth War Graves Commission. Ze zijn daar geregistreerd onder Dranouter Churchyard. Het Cross of Sacrifice staat in de zuidwestelijke hoek. 

### Graven
- Norbert Albert Cornelius D'Huysser is een Belgische jongen die geboren was in 1908 en stierf op 6 maart 1917. Hij staat vermeld in het slachtofferregister van de CWGC.[1]

- Robert Bradford Flint, luitenant bij de Royal Engineers werd onderscheiden met de Distinguished Service Order (DSO).
- soldaat Albert Filer diende onder het alias A. Adams bij het East Surrey Regiment.

Deze begraafplaats is opgenomen in de lijst van De Inventaris van het Bouwkundig Erfgoed.